# Аксіомна схема підстановки
Аксіомна схема підстановки — в теорії множин є схемою з аксіоматики Цермело-Френкеля. 
По суті, вона говорить, що образ множини деякої визначеної функції теж є множиною.

## Твердження
Нехай А - множина, і P(x,y) - предикат. Тоді якщо для кожного x існує єдиний y, такий що P(x,y) істинний, тоді існує множина всіх y, для яких знайдеться такий x ∈ A, що P(x,y) істинний. 
{\displaystyle (\forall x,\exists !\,y:P(x,y))\rightarrow \forall A,\exists B,\forall y:y\in B\iff \exists x\in A:P(x,y)}

## Зв'язок з іншими аксіомами
- Аксіома не потрібна для більшості доведень, її зазвичай не включають в системи теорії типів.
- Аксіомна схема виділення не входить в ZF, оскільки виводиться із пізніше введеної аксіомної схеми підстановки та аксіоми порожньої множини.
- Фон Нейман доказав, що дана аксіома слідує з аксіоми обмеження розміру